# 中田有祐
中田 有祐（なかだ ゆう、2004年6月5日 - ）は、群馬県出身のサッカー選手。阪南大学在学中。ポジションはFW。

## 経歴

### プロ入り前
群馬県出身。体格を活かしたポストプレーが持ち味。佐野FC、ファナティコス、東京ヴェルディジュニアユース、ベガルタ仙台ユースを経て阪南大学に進学。二年次の第48回総理大臣杯全日本大学サッカートーナメントでは決勝の新潟医療福祉大学戦でゴールを決めるなどの活躍を見せ、同大学の12年ぶりの優勝に貢献した。
2025年3月17日、2027年シーズンからのベガルタ仙台の入団が発表された。2025シーズンより特別指定選手としてプレーすることも併せて明らかにされた。卒業までに2年早く内定が出るのは同クラブ史上初である。
2025年3月26日、JリーグYBCルヴァンカップ1stラウンド1回戦の栃木SC戦で延長後半から出場し、プロデビューを飾った。5月13日、U-22 Jリーグ選抜との第2回JFA/Jリーグポストユースマッチに関西学生選抜として後半開始から出場し、直後に同点ゴール、18分後に逆転ゴールを奪い勝利に貢献した。6月15日、明治安田J2リーグ第19節・みちのくダービーのモンテディオ山形戦で後半42分から出場し、Jリーグデビューを果たした。

## 所属クラブ
- 佐野FC
- ファナティコス
- 2017年 - 2019年 東京ヴェルディジュニアユース
- 2020年 - 2022年 ベガルタ仙台ユース
- 2023年 - 阪南大学
  - 2025年3月 -  ベガルタ仙台（特別指定選手）
- 2027年 -  ベガルタ仙台（予定）

## 個人成績
| 国内大会個人成績 | 国内大会個人成績 | 国内大会個人成績 | 国内大会個人成績 | 国内大会個人成績             | 国内大会個人成績 | 国内大会個人成績 | 国内大会個人成績 | 国内大会個人成績 | 国内大会個人成績 | 国内大会個人成績 | 国内大会個人成績 |
| 年度             | クラブ           | 背番号           | リーグ           | リーグ戦                     | リーグ戦         | リーグ杯         | リーグ杯         | オープン杯       | オープン杯       | 期間通算         | 期間通算         |
| 年度             | クラブ           | 背番号           | リーグ           | 出場                         | 得点             | 出場             | 得点             | 出場             | 得点             | 出場             | 得点             |
| 日本             | 日本             | 日本             | 日本             | リーグ戦                     | リーグ戦         | リーグ杯         | リーグ杯         | 天皇杯           | 天皇杯           | 期間通算         | 期間通算         |
| ---------------- | ---------------- | ---------------- | ---------------- | ---------------------------- | ---------------- | ---------------- | ---------------- | ---------------- | ---------------- | ---------------- | ---------------- |
| 2025             | 仙台             | 48               | J2               |                              |                  |                  |                  |                  |                  |                  |                  |
| 通算             | 日本             | 日本             | J2               |                              |                  |                  |                  |                  |                  |                  |                  |
| 総通算           | 総通算           | 総通算           | 総通算           | \|\|\|\|\|\|\|\|\|\|\|\|\|\| |                  |                  |                  |                  |                  |                  |                  |

## タイトル

### クラブ
阪南大学
- 総理大臣杯全日本大学サッカートーナメント: 1回 (2024)

## 代表・選抜歴

### 出場大会
- U-20全日本大学選抜
  - 2025年 - 第39回 デンソーカップチャレンジサッカー
- 関西学生選抜
  - 2025年 - 第2回JFA/Jリーグポストユースマッチ